# Ercsei József
Téglási Ercsei József (1792 – Torda, 1868. március 8.) mérnök és erdész, botanikus, költő, a karszt- és barlangtudomány egyik korai művelője.

## Élete
Ercsei Elek iskolatanító fia és Ercsei János marosvásárhelyi tanár testvére. Fiatal korában pap volt, majd bölcselő és költő; költeményei a Szépliteraturai Ajándékban (1822–23), az Aglájában (1830–31), a Költemények (Kolozsvár 1834) című gyűjteményben és a Parthenonban (1837) jelentek meg. Utóbb mérnök, majd vármegyei, illetve kamarai erdész volt Tordán.
Valódi polihisztor volt; természettudományi, régészeti, földrajzi, néprajzi cikkei a Nemzeti Társalkodóban, a Hon és Külföldben, a Mentorban, valamint a Magyar orvosok és természettudósok Munkálataiban jelentek meg. Az Nemzeti Társalkodóban megjelent Utazások nemes Torda vármegye alsó kerületének nevezetesebb járásaiban című sorozatból tudománytörténeti jelentőségű az alsószolcsvai Búvópatak forrásbarlangjának teljes bejárását és a patak nyomjelzésének eredményes kísérletét leíró rész; elméleti következtetéseinek helyessége több mint száz év múltán, a barlang pontos feltérképezésekor igazolódott. Ő készítette Kalotaszeg legkorábbi helytörténeti összefoglalóját 1842-ben Kalataszeg rövid leírása címmel.
184 műből álló könyvtárát és ásványgyűjteményét a marosvásárhelyi kollégiumnak hagyta.

## Munkái
- Nemes Tordamegye flórája. Kolozsvár, 1844.
- Kézirata: Erdősztudományi mesterszók és némely költeményei